# Гликоген
Гликогенът е полизахарид на глюкозата  с обща формула (С6Н10О5)n и изпълнява ролята на аналог на нишестето при животни, гъби и бактерии. Образува се в черния дроб и мускулите. Молекулата му е линейна с разклонения. Изградена е от глюкозни остатъци, като освен 1 – 4 свързване има и 1 – 6 свързване на разклоненията. Чернодробния гликоген служи за поддържане на хомеостазата на кръвта. Чернодробния гликоген е около 10% от масата на черния дроб, а мускулния – около 2 % от масата на мускулите.
Гликогенът е хомополизахарид в животинските клетки. Той е със силно разклонена верига. Гликогенът е резервно хранително вещество, което се намира в най-голямо количество в клетките на черния дроб и мускулите. В цитоплазмата на клетките се среща във вид на гликогенови зърна. Когато нуждите от глюкоза в клетките и организма се повишат, например при физическа работа, започва разграждането на гликогена и освобождаването на глюкоза в клетките, а оттам и в кръвта на животинския и човешкия организъм.
По строеж гликогенът стои близо до амилопектина, но веригата му е по-силно разклонена и се състои от по-малък брой глюкозни остатъци (10 – 12) в отделните ѝ клонове. По такъв начин макромолекулата на гликогена е почти сферична. Средната му молекулна маса се движи в границите от 4 000 000 до 14 000 000. Гликогенът служи за резервна храна, като при нужда се разгражда до глюкоза. Гликогенът се съдържа и в мускулната тъкан, където при физическо натоварване се разпада до млечна киселина. Нишестето се използва за получаване на глюкоза, алкохол, ацетон, глицерол. Намира приложение и при получаването на витамини и антибиотици. Получените при частичната хидролиза на нишестето декстрини се използват за приготвяне на декстринови лепила.